# Jalen Neal
Jalen Christopher Neal (Lakewood, 24 agosto 2003) è un calciatore statunitense, difensore del CF Montréal e della Nazionale statunitense.

## Carriera

### Club
Neal è entrato a far parte dell'Academy dei LA Galaxy nel 2016, passando poi al Ventura County nel 2020. Ha fatto il suo debutto a livello professionistico l'11 luglio contro il Phoenix Rising in USL Championship, e l'11 ottobre ha realizzato la sua prima rete contro il Reno 1868.
Il 20 gennaio 2021 ha firmato un contratto con il LA Galaxy. Pur giocando prevalentemente in USL Championhip, ha esordito in prima squadra il 12 maggio 2022 contro il Cal Utd Strikers in Lamar Hunt U.S. Open Cup. Il 5 marzo 2023 ha esordito in Major League Soccer nella trasferta persa 3-1 contro il FC Dallas ed il 2 aprile ha realizzato la sua prima rete in massima divisione, contro il Seattle Sounders.
Dopo quattro stagioni in cui ha disputato 46 partite e realizzato una rete, lascia il club accasandosi al CF Montréal.

### Nazionale
Il 10 maggio 2023 è stato incluso nella rosa della nazionale Under-20 statunitense partecipante al Mondiale di categoria in Argentina.
Nel gennaio 2023 ha ricevuto la prima convocazione con la Nazionale statunitense ed il 26 dello stesso mese ha esordito nell'amichevole contro la Serbia. Il 12 giugno successivo è stato incluso fra i convocati per la CONCACAF Gold Cup 2023.

## Statistiche

### Presenze e reti nei club
Statistiche aggiornate al 7 dicembre 2024.
| Stagione            | Squadra             | Campionato          | Campionato | Campionato | Coppe nazionali | Coppe nazionali | Coppe nazionali | Coppe continentali | Coppe continentali | Coppe continentali | Altre coppe | Altre coppe | Altre coppe | Totale | Totale | Totale |
| Stagione            | Squadra             | Comp                | Pres       | Reti       | Comp            | Pres            | Reti            | Comp               | Pres               | Reti               | Comp        | Pres        | Reti        | Pres   | Reti   |        |
| ------------------- | ------------------- | ------------------- | ---------- | ---------- | --------------- | --------------- | --------------- | ------------------ | ------------------ | ------------------ | ----------- | ----------- | ----------- | ------ | ------ | ------ |
| 2020                | Ventura County      | USL                 | 13         | 1          |                 | -               | -               |                    | -                  | -                  |             | -           | -           | 13     | 1      |        |
| 2021                | Ventura County      | USL                 | 14         | 1          |                 | -               | -               |                    | -                  | -                  |             | -           | -           | 14     | 1      |        |
| 2022                | Ventura County      | USL                 | 21         | 0          |                 | -               | -               |                    | -                  | -                  |             | -           | -           | 21     | 0      |        |
| Totale LA Galaxy II | Totale LA Galaxy II | Totale LA Galaxy II | 48         | 2          |                 | -               | -               |                    | -                  | -                  |             | -           | -           | 48     | 2      |        |
| 2022                | LA Galaxy           | MLS                 | 0          | 0          | USOC            | 1               | 0               |                    | -                  | -                  | LC          | 1           | 0           | 2      | 0      |        |
| 2023                | LA Galaxy           | MLS                 | 16         | 1          | USOC            | 2               | 0               |                    | -                  | -                  | LC          | 2           | 0           | 20     | 1      |        |
| 2024                | LA Galaxy           | MLS                 | 18+3       | 0          | USOC            | -               | -               |                    | -                  | -                  | LC          | 3           | 0           | 24     | 0      |        |
| Totale LA Galaxy    | Totale LA Galaxy    | Totale LA Galaxy    | 34         | 1          |                 | 3               | 0               |                    | -                  | -                  |             | 6           | 0           | 46     | 1      |        |
| Totale carriera     | Totale carriera     | Totale carriera     | 87         | 3          |                 | 3               | 0               |                    | -                  | -                  |             | 6           | 0           | 96     | 3      |        |

### Cronologia presenze e reti in nazionale
| Cronologia completa delle presenze e delle reti in nazionale ― Stati Uniti | Cronologia completa delle presenze e delle reti in nazionale ― Stati Uniti | Cronologia completa delle presenze e delle reti in nazionale ― Stati Uniti | Cronologia completa delle presenze e delle reti in nazionale ― Stati Uniti | Cronologia completa delle presenze e delle reti in nazionale ― Stati Uniti | Cronologia completa delle presenze e delle reti in nazionale ― Stati Uniti | Cronologia completa delle presenze e delle reti in nazionale ― Stati Uniti | Cronologia completa delle presenze e delle reti in nazionale ― Stati Uniti |
| Data                                                                       | Città                                                                      | In casa                                                                    | Risultato                                                                  | Ospiti                                                                     | Competizione                                                               | Reti                                                                       | Note                                                                       |
| -------------------------------------------------------------------------- | -------------------------------------------------------------------------- | -------------------------------------------------------------------------- | -------------------------------------------------------------------------- | -------------------------------------------------------------------------- | -------------------------------------------------------------------------- | -------------------------------------------------------------------------- | -------------------------------------------------------------------------- |
| 26-1-2023                                                                  | Los Angeles                                                                | Stati Uniti                                                                | 1 – 2                                                                      | Serbia                                                                     | Amichevole                                                                 | -                                                                          |                                                                            |
| 29-1-2023                                                                  | Carson                                                                     | Stati Uniti                                                                | 0 – 0                                                                      | Colombia                                                                   | Amichevole                                                                 | -                                                                          | 69’                                                                        |
| 24-6-2023                                                                  | Chicago                                                                    | Stati Uniti                                                                | 1 – 1                                                                      | Giamaica                                                                   | Gold Cup 2023 - 1º turno                                                   | -                                                                          | 46’                                                                        |
| 28-6-2023                                                                  | Saint Louis                                                                | Saint Kitts e Nevis                                                        | 0 – 6                                                                      | Stati Uniti                                                                | Gold Cup 2023 - 1º turno                                                   | -                                                                          |                                                                            |
| 2-7-2023                                                                   | Charlotte                                                                  | Stati Uniti                                                                | 6 – 0                                                                      | Trinidad e Tobago                                                          | Gold Cup 2023 - 1º turno                                                   | -                                                                          | 53’                                                                        |
| 9-7-2023                                                                   | Cincinnati                                                                 | Stati Uniti                                                                | 2 – 2 dts (3 – 2 dtr)                                                      | Canada                                                                     | Gold Cup 2023 - Quarti di finale                                           | -                                                                          | 73’                                                                        |
| Totale                                                                     |                                                                            | Presenze                                                                   | 6                                                                          |                                                                            | Reti                                                                       | 0                                                                          |                                                                            |

## Palmarès

### Club
- Campionato MLS: 1

LA Galaxy: 2024

### Nazionale
- Campionato nordamericano di calcio Under-20: 1

Honduras 2022

### Individuale
- CONCACAF Under-20 Best XI: 1

Honduras 2022